# 2S31
2S31 Wena (russisch 2С31 «Вена», deutsch: Wien) ist ein russischer 120-mm-Panzermörser auf dem Chassis des BMP-3-Schützenpanzers, der in der Stadt Perm in den Motowilichinskije sawody entwickelt worden ist. Zuerst wurde die 2S31 auf der Ausstellung IDEX-97 in den Vereinigten Arabischen Emiraten vorgestellt. Danach folgten Ausstellungen auf der „Expo Ejercito-2006“, „Eurosatory 2008“ oder auf der „Internationalen Maschinenbauausstellung-2010“ in Schukowski, in der Nähe Moskaus.
Entwickelt wurde die Selbstfahrlafette um Soldaten, Artillerie, Mörserbatterien, Raketenwerfer, gepanzerte Ziele, sonstige feindliche Stellungen und Kommandopunkte zu bekämpfen. 

## Geschichte
Nach dem erfolgreichen Einsatz der Selbstfahrlafette 2S9 Nona der sowjetischen Luftlandetruppen während des Krieges in Afghanistan (1979–1989) erkannte die Führung des Verteidigungsministeriums der Sowjetunion die Notwendigkeit der weiteren Ausweitung einer vergleichbaren Waffengattung innerhalb des sowjetischen Heeres. Daraufhin wurde eine Reihe von Konstruktionsarbeiten zur Thematik einer Installation der 2A51-Kanone auf das Chassis eines Fahrzeugs für das Heer erläutert.:47 Als Basis für die Kanone waren mehrere Varianten im Gespräch, unter anderem die der 2S1, BMP-1 oder auch der 2S23 (auf der BTR-80-Basis).
In den 1980er-Jahren begannen die Arbeiten, deren Ziel es war, eine automatisierte 120-mm-Kanone auf einer Selbstfahrlafette zu entwickeln. Die neue Selbstfahrlafette mit Kanone erhielt die Bezeichnung 2S31 und wurde in den Motowilichinskije sawody entwickelt, unter der wissenschaftlichen Leitung des „Zentralen Instituts für Feinmechanik“. Neue Geschosse mit erhöhter Sprengkraft wurden vom Rüstungsunternehmen „Wissenschaftliche Produktionsvereinigung (Basalt)“ entwickelt. Im Jahr 1995 wurden zwei Prototypen hergestellt und im darauf folgenden Jahr auf der Ausstellung IDEX-97 vorgestellt. Im Jahr 2007 bestand die Selbstfahrlafette 2S31 die Feldtests unter Aufsicht des Verteidigungsministeriums und im Jahr 2010 wurde das erste Baulos dem russischen Heer übergeben.
Nach Test durch die Streitkräfte Russlands entschied das Verteidigungsministerium der Russischen Föderation, den 2S31-Panzermörser aus Kostengründen nicht zu beschaffen. Die russischen 2S31 wurden im Jahr 2016 an Aserbaidschan abgegeben. Anstelle des 2S31 wollen die Streitkräfte Russlands den Panzermörser 2S42 Lotus beschaffen, der eine vereinfachte Ausführung des 2S31 darstellt.

## Technik
Der Hauptunterschied zu Selbstfahrlafetten der vorherigen 2S9 Nona-Generation liegt in der zusätzlichen Recheneinheit des Zielerfassungssystems der Kanone. Das System erlaubt es, Zielinformationen zu empfangen und zu verarbeiten und den Gefechtszustand der ganzen Selbstfahrlafette zu überwachen. Die nötige Information wird auf einem Monitor des Kommandanten angezeigt. In der „Memory-Funktion“ sind Informationen bezüglich der Position der Selbstfahrlafette auf dem Schlachtfeld, Richtungswinkel und Winkelgrade der Kanone gespeichert. Der Kommandant verfügt des Weiteren über einen Computer, mit dessen Hilfe er die Zielkoordinaten für die Kanone eingeben kann. Danach übernimmt die Arbeit die Recheneinheit des Zielerfassungssystems, das auch das richtige Geschoss auswählt. Den Rest übernimmt der horizontale Anvisierungsmechanismus des Turms und der vertikale Anvisierungsmechanismus der Kanone. Die Recheneinheit ist im Stande, Informationen zu 30 Zielen gleichzeitig zu speichern und zu verarbeiten.
Für die Verringerung der Reaktionszeit der Selbstfahrlafette für den Beschuss haben der Richt- und Ladeschütze Bildschirme mit Eingabemöglichkeiten für die nötigen Informationen, auf denen die nötigen Zielerfassungsparameter und die nötigen Geschosse zu sehen sind. Zu den bereits erwähnten Recheneinheiten kommen Systeme der Zielkorrektur auf Gyroskopenbasis, GPS/GLONASS-Navigationsmodule und ein Barometer mit Höhenmeter, für die Überwachung der Umgebung wie im Gebirge. Durch den Einsatz der Rechensysteme ist die 2S31 in der Lage, neue und nicht programmierte Ziele bereits nach 20 Sekunden zu erfassen.:13

### Turm
Die 2S31-Selbstfahrlafette verfügt über ein gepanzertes Chassis, auf dem ein Turm mit der Kanonenmörser angebracht ist. Der Kommandant und der Richtschütze haben mit Videoüberwachung volle Rundumsicht. Die Anvisierung des Kanonenmörser erfolgt mithilfe von Zielerfassungs- und Zielverfolgungssystemen, die nach einem Schuss die Kanone erneut auf das gleiche Ziel ausrichten können. Es besteht auch die Möglichkeit, Geschosse durch eine Luke von außen in den Turm zu laden. Auf der rechten Seite im Turm ist der Platz des Kommandanten, auf dessen Seite sich auch das 7,62-mm-PKTM-Maschinengewehr befindet. Der horizontale Schwenkbereich des Turmes ist begrenzt und beträgt nach jeder Seite 90°.:60 ff

### Bewaffnung
Die 2S31 verwendet als Hauptbewaffnung einen 120-mm-Kanonenmörser. Dieser kann sowohl in der oberen Winkelgruppe für den Artilleriekampf (Indirektes Feuer) wie auch in der unteren Winkelgruppe im Direktschuss verwendet werden. Der 2A80-Kanonenmörser ist im Waffenturm verbaut. Der Seitenrichtbereich des Waffenturmes beträgt in Fahrtrichtung ±90° und der Höhenrichtbereich des Kanonenmörsers liegt bei −4 bis +80°. Der 2A80-Kanonenmörser ist ein Hinterlader-Mörser mit einem Geschützrohr (Lauf) mit Zügen. Bei der Rohrwiege ist eine hydropneumatische Rohrbremse und ein Rohrvorholer angebracht. Am Rohrende ist der Verschlussblock mit einem halbautomatischen Keilverschluss verbaut. Hinter dem Verschluss ist eine Ladeschale mit einer Ladeautomatik montiert. Die Ladeautomatik entnimmt aus einem Magazin ein Geschoss, führt dieses in den Verschlussblock und lädt dieses. Um das Eindringen von Verbrennungsgasen in das Fahrzeug zu verhindern, wird das Geschützrohr nach jedem Schuss mit Druckluft ausgeblasen. Im Fahrzeug sind 70 Granaten Bereitschaftsmunition vorhanden. Davon sind 22 Granaten in einem Magazin für die Ladeautomatik untergebracht. Die restlichen Granaten sind unten im Turm an den Seitenwänden und in dem Wannenheck gelagert. Als Sekundärbewaffnung ist auf dem Turmdach ein 7,62-mm-PKTM-Maschinengewehr auf einer Drehlafette montiert.
Mit der Ladeautomatik ist kurzzeitig eine Schussfolge von acht bis zehn Schuss pro Minute möglich. Danach muss die Schussfolge infolge der thermischen Beanspruchung des Geschützrohres auf drei bis vier Schuss pro Minute reduziert werden.

### Munition

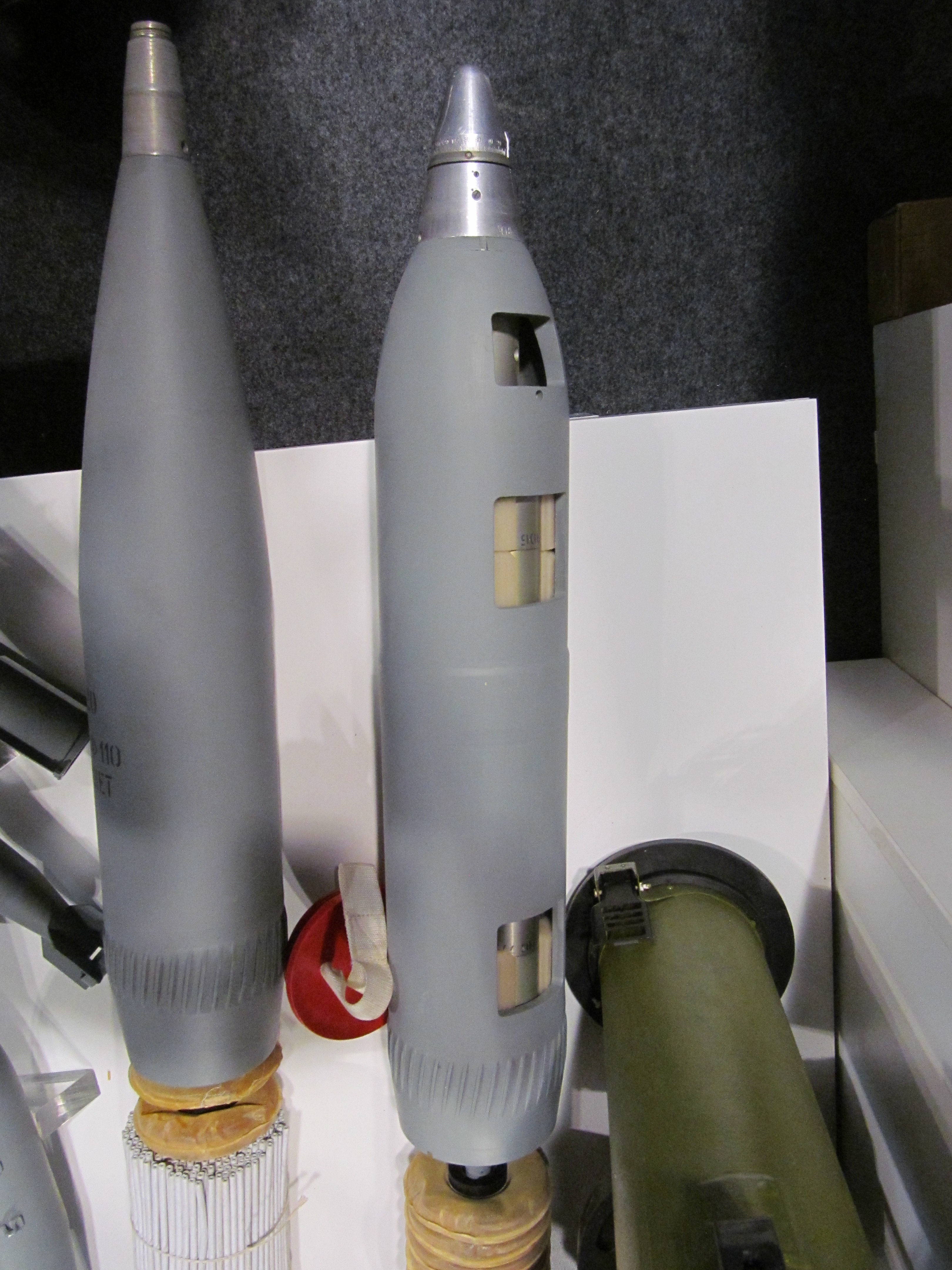
3WOF110-Granate links, 3WO32-Cargogranate rechts

Für den 2A81-Kanonenmörser der 2S31 wird primär die Munition der 2S9 Nona-S verwendet (siehe Munition für die 2S9 Nona-S). Diese besteht aus der Granate sowie dem hinten aufgesteckten Ladungsträger mit der Treibladung. Das zusammenstecken der Munition erfolgt in der Regel beim Beladen der 2S31 durch einen Munitionswart oder den Ladeschützen. Mit der 2S9-Mörsermunition erreicht die 2S31 eine maximale Schussdistanz von rund 9 km. Für die Panzerbekämpfung im Direktschuss wird die flügelstabilisierte Hohlladungs-Granate 3BK19 verwendet. Diese kann bei einer maximalen Schussdistanz von rund 0,7 km über 600 mm Panzerstahl durchschlagen. Mit der Präzisionsgelenkte Mörsergranate vom Typ Kitolow-2M beträgt die maximale Schussdistanz rund 12 km. Neben der eigenen Munitionsfamilie kann die 2S31 nahezu sämtliche 120-mm-Mörsergranaten verschießen. Für die 2S31 wurde ergänzend zur 2S9-Munition eine weitere Munitionsfamilie entwickelt. Gegenüber der Munition der 2A9 Nona-S verfügt die neue Munition über stärkere Treibladungen. Die speziell für die 2S31 entwickelte Munitionsfamilie umfasst die folgenden Mörsergranaten:
| Kompletter Schuss | Geschoss | Geschosstyp                      | Gewicht | Füllung                      | {\displaystyle v_{0}} | Schussdistanz |
| ----------------- | -------- | -------------------------------- | ------- | ---------------------------- | --------------------- | ------------- |
| 3WO34             | 3BO34    | Cargogranate                     | 26,5 kg | 30 KOBE-Hohlladungs-Bomblets | unbekannt             | 10,0 km       |
| 3WOF55-1          | 3OF50    | Sprenggranate mit Raketenantrieb | 19,8 kg | 3,0 kg A-IX-2                | unbekannt             | 13 km         |
| 3WOF110/111       | 3OF68    | Sprenggranate mit Raketenantrieb | 26,5 kg | A-IX-2                       | unbekannt             | 14 km         |
| 3WOF119           | 3OF74    | Thermobare Granate               | 19,5 kg | 6,62 kg IPN                  | unbekannt             | 8,87 km       |

### Anvisierung und Kommunikation
Um die Umgebung beobachten und Ziele anvisieren zu können, verfügt der Kommandant über ein lasergestütztes Visier mit Entfernungsmesser „1Д22С“, das mit einem elektronischen Infrarotvisier „1П51“ gekoppelt ist. Beide Systeme können die Informationen in das bordeigene Computersystem übermitteln. Das lasergestützte Visier koordiniert die Anpeilung mit präzisionsgelenkten Geschossen in einer Reichweite zwischen 300 und 7000 Metern und korrigiert die Kanonenstellung in der direkten Sicht zwischen 0,12 bis 20 km. Der Richtschütze ist unter anderem zusätzlich mit einem Visiersystem „1П50“ mit Panoramafunktion ausgerüstet.
Die Kommunikation mit anderen Armeeeinheiten ist durch die Funkstelle „Р-163-50У Arbalet“ gewährleistet. Der Funkempfänger arbeitet auf einer UKW-Frequenz und trägt zu einer stabilen Funkverbindung mit gleichartigen Empfängern bis zu einer Reichweite von 20 km und in Abhängigkeit von der Höhe der Antenne beider Radiosender bei.

### Selbstschutz
Um sich gegen feindliche Ziele zu verteidigen, kann die 2S31-Selbstfahrlafette mit dem Schtora-1-System ausgerüstet werden. Dieses stört drahtgelenkte Raketen, lasergelenkte Waffen und Laserentfernungsmesser. Zum System gehört eine Nebelmittelwurfanlage für zwölf 81-mm-Rauchgranaten.:61

### Motor und Getriebe
In der 2S31-Selbstfahrlafette ist ein V-10-Viertaktmotor mit Dieseltreibstoff „UTD-29“ mit zehn Zylindern und einer Zylinderanordnung im Winkel von 144° installiert. Die Leistung beträgt 450 PS. Der Motor kann neben Dieselkraftstoff auch mit Kerosin und Benzin betrieben werden. Die Kraftübertragung erfolgt durch ein mechanisches Umlaufrädergetriebe mit vier Vorwärts- und zwei Rückwärtsgängen. Die Maximalgeschwindigkeit beträgt vorwärts 72 km/h und rückwärts 21 km/h. Die Selbstfahrlafette ist schwimmfähig und verfügt über Wasserstrahler.:50

## Nutzerstaaten
Aktueller Nutzer
- Aserbaidschan – 18 (aus russischen Beständen).[17]

Ehemaliger Nutzer
- Russland – Im Jahr 2010 wurde 18 2S31 von den russischen Streitkräften zu Testzwecken beschafft. Danach wurden die 2S31 im Jahr 2016 an Aserbaidschan abgegeben.[4][18]